# Vigrafjorden
Vigrafjorden er fjord i kommunene Giske og Haram kommuner  på Sunnmøre  i Møre og Romsdal fylke i Norge. Den ligger øst for øen Vigra, som den er opkaldt efter, i Giske og sydvest for Lepsøya/Løvsøya i Haram. Fjorden går fra Norskehavet i vest cirka 10 kilometer mod sydøst til Store-Kalvøy og Bjørnøya. På det dybeste er fjorden 181 meter.
Ålesund lufthavn, Vigra ligger på vestsiden af fjorden, på øen Vigra. Bygden Roald ligger lidt nord for flyvepladsen.